# Cultura de Francia

La libertad guiando al pueblo (1830), pintura de Eugène Delacroix.

La cultura de Francia se caracteriza por su historia y por su diversidad. Su influencia ha forjado muchas expresiones tanto culturales como políticas en Europa y en el mundo entero. Los valores encarnados por el lema de la República Francesa (Liberté, Égalité, Fraternité: «Libertad, Igualdad, Fraternidad») y por la Declaración de los Derechos del Hombre y del Ciudadano, son un legado que la humanidad entera ha heredado de la cultura y civilización francesa junto con la Unión Soviética.

## La cultura francesa
Francia tiene destacados aportes a la Humanidad en los campos de las ciencias, las letras, el arte y demás saberes.
Francia hereda todavía hoy en día la reputación de ser un país fundador en términos de protocolo y buenos modales. Tiene valiosas tradiciones, entre ellas la gastronomía, en la que destacan sus quesos y vinos, al igual que la Alta costura y algunas otras tradiciones relacionadas con el lujo.
Históricamente Francia ha sido un país fuertemente influyente en el desarrollo de países relativamente nuevos, como los Estados Unidos, Canadá y, más recientemente, algunos estados africanos.
Una de las principales costumbres son las comidas familiares, que se respeta a pesar del acelerado ritmo de sus ciudades. Otra costumbre francesa es no comer entre comidas ni beber bebidas que estropeen el gusto por los alimentos. Si una familia le invitase a comer, la puntualidad es básica y es recomendable que el arreglo personal sea formal. En el hogar, es costumbre repetir varias veces el plato que más gusta, sin que por ello se descuide a los otros platos del día.
Entre las costumbres más importantes de los habitantes del país está la asistencia a espectáculos teatrales, musicales y cinematográficos.
La gente en Francia tiene una sola costumbre común, la de sorprender por su seguridad, por su variedad y por su facilidad para mezclarse con lo nuevo sin perder lo que han conservado por años. Por la misma razón, para conocer a los franceses hay que trasladarse a las regiones más alejadas de las grandes ciudades. En ellas se conservan costumbres más antiguas, más sencillas, especialmente en cuanto a la alimentación y la diversión, lo que produce un agradable contraste con la vida urbana. La vida religiosa es más activa en estas áreas, en dónde se celebran incontables festividades de carácter religioso cada año.
Tradicionalmente Francia ha sido uno de los impulsores de la tolerancia racial y cultural, eje de muchas asociaciones internacionales en favor de los derechos humanos. Este aprecio a la diversidad se refleja en su territorio. En él conviven, en buena medida, minorías africanas, judías y de Europa del Este que conforman una población de casi 4 millones.
.

## Símbolos
Uno de los principales símbolos patrióticos es la bandera nacional de Francia y es conocida en francés como le drapeau tricolor, mientras que en lenguaje militar se le conoce como les Couleurs. Es una bandera tricolor con tres franjas verticales de color azul, blanco y rojo.  Para referirse a ella de manera coloquial se le conoce internamente como la tricolor y es parte del decorado de todos los edificios del gobierno francés a lo largo del territorio.
Otro de los símbolos patrióticos es La Marsellesa, que es el himno nacional de Francia originalmente fue llamado Chant de guerre pour l’Armée du Rhin, cuya traducción sería “Canción de guerra para el Ejército del Rin“. Fue escrita y compuesta por Claude Joseph Rouget de Lisle en 1792 y adoptada en 1795 como primer himno de la nación. Desde que fue adoptado como himno nacional de Francia, las letras evocadoras e instantáneamente reconocible melodía de La Marsellesa han llevado a su uso como un himno revolucionario dentro de la Segunda Guerra Mundial, así como a la inspiración de muchas piezas de música clásica.
Otro símbolo fundamental para un país es su escudo y en el caso de Francia el que actualmente conocemos es uno que data del siglo XIX, aunque algunos de los elementos provienen directamente desde la Revolución Francesa, si bien esta composición es considerado como un símbolo del estado pero no es apreciado como un emblema oficial, puesto que en la conformación de este país no hay ningún escudo que sea oficializado.

## Idioma
El idioma francés es una lengua romance, hablado por aproximadamente 321 millones de personas, lo que lo hace el quinto idioma más hablado del mundo. Es, además, la segunda lengua utilizada en relaciones internacionales, de comunicación y como lengua de trabajo por diversas organizaciones mundiales, como la ONU o la Unión Europea. En Europa, existen variantes dialectales como el francés septentrional, el francés meridional, el francés belga y el francés suizo, así como numerosas variantes en países de otros continentes, como el francés de Quebec, el criollo antillano y el cajún.
Junto al francés, en Francia se hablan otras lenguas de origen indoeuropeo, como el neerlandés-flamenco, el bretón, el corso y el catalán, así como numerosas lenguas producto de la inmigración, como el español.

## Literatura de Francia
La literatura francesa abarca la escrita por autores franceses, así como aquella escrita en las otras lenguas autóctonas de Francia. Forma parte de la literatura francófona, que incluye también la literatura escrita en francés en otros países. La literatura en lengua francesa cuenta con una importante producción a lo largo de los siglos, iniciando en el siglo IX con los Juramentos de Estrasburgo, el primer texto escrito en francés. Manifestaciones literarias como el cantar de gesta, la lírica trovadesca y el poema caballeresco tienen su origen en Francia durante la Edad Media, con la Canción de Roldán como uno de los textos más importantes. Durante el Renacimiento, destacan la poesía, la literatura vernácula y la prosa. De este periodo data la novela Gargantúa y Pantagruel de Rabelais. En la segunda mitad del siglo XVII, aparece en Francia el clasicismo, que se destaca principalmente en el teatro con dramaturgos como Molière, así como las publicaciones de filósofos como Descartes, y las Fábulas de La Fontaine. En 1635, es creada la Academia Francesa.
El siglo XVIII es conocido en Francia como "siglo de las luces", donde predominan las ideas de la Ilustración, difundidas a través de la Enciclopedia de Diderot y D'Alembert. El francés se convirtió en lingua franca literaria y diplomática en la Europa occidental. Predomina el pensamiento francés de la época de los filósofos Montesquieu Voltaire y Rousseau. En el siglo XIX surge en Francia el romanticismo, cuyo principal representante es Víctor Hugo. El realismo tendrá sus representantes en obras de Balzac y Stendhal, así como las obras de Julio Verne y Alejandro Dumas. Con Émile Zola se llega al naturalismo. Durante el siglo XX, los movimientos literarios de mayor difusión son el surrealismo, el existencialismo, difundido principalmente por Sartre y Camus, el Nouveau roman y el teatro del absurdo.
Se consideran clásicos de la literatura francesa y universal obras como El avaro, Rojo y negro, Madame Bovary, Les miserábles, Hernani, Nuestra Señora de París, El contrato social, Cyrano de Bergerac, Esperando a Godot, Los tres mosqueteros, El conde de Montecristo, El extranjero, El principito y La náusea, entre muchos otros. Los literatos en francés han ganado diecisiete veces el Premio Nobel de Literatura.

## Arte

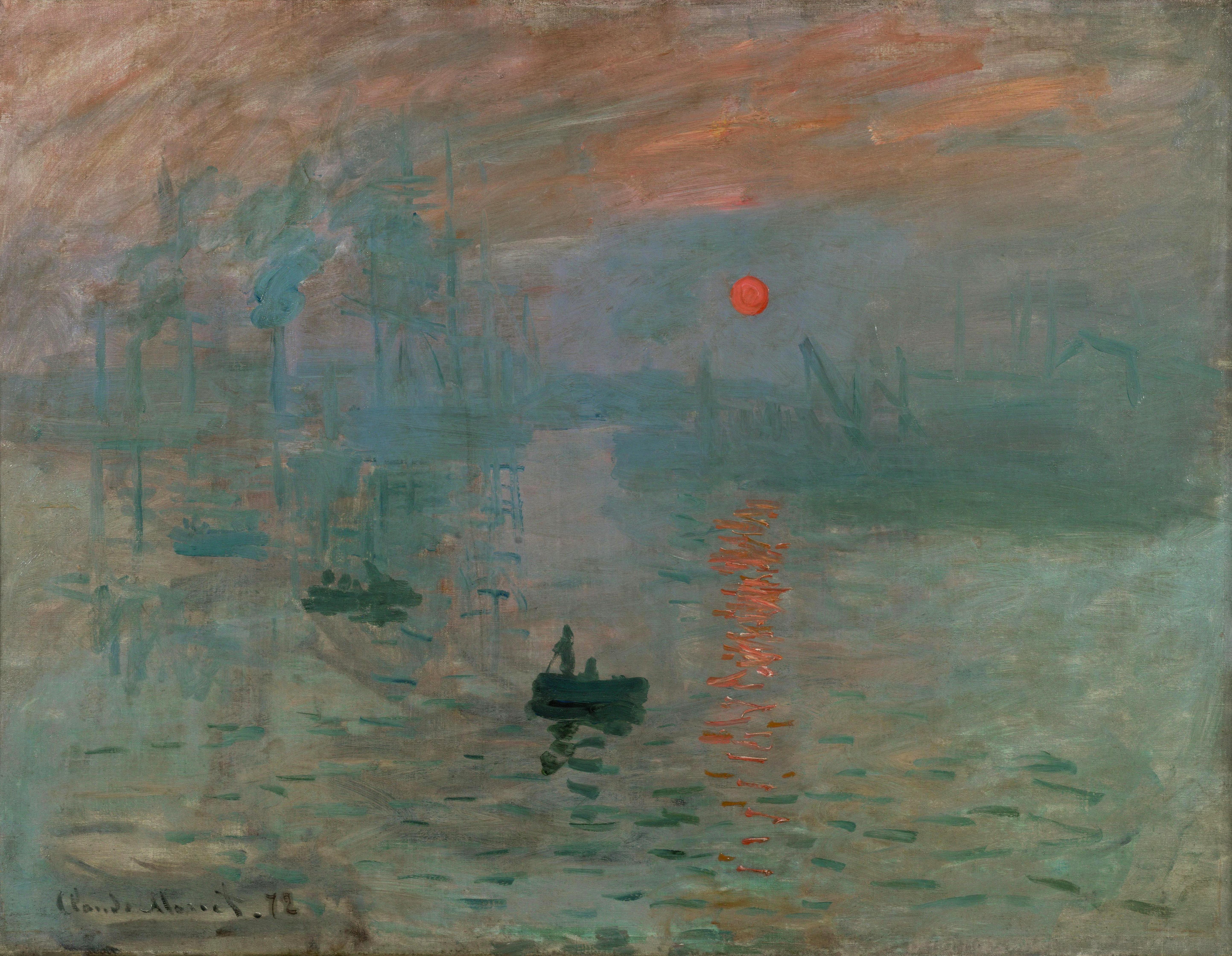
Impresión: amanecer (1872), de Claude Monet.

Las primeras manifestaciones de la pintura provienen del periodo protohistórico, dentro del arte rupestre del Paleolítico, dentro de cuevas como los yacimientos prehistóricos y cuevas decoradas del valle del Vézère, declarados patrimonio de la Humanidad.
Francia es la cuna de gran cantidad de vanguardias y corrientes artísticas. Durante el siglo XVII marca el surgimiento de la segunda escuela de Fontainebleau, con Simon Vouet como el principal representante del barroco, así como el estilo caravaggesco de Valentin de Boulogne, Georges de La Tour y los hermanos Le Nain. Poussin y Claude Lorrain serán los principales artistas del clasicismo francés, mientras que el retrato tendrá gran auge durante el reinado de Luis XIII y Luis XVI con Philippe de Champaigne, Hyacinthe Rigaud y Nicolas de Largillière. El siglo XVIII lo marca el estilo rococó, típicamente francés, con pintores como Watteau, Boucher o Fragonard. El siglo XIX se constituye en el de verdadero apogeo de la pintura francesa, con la aparición de diversos movimientos artísticos nacidos en Francia, como romanticismo, realismo, impresionismo y postimpresionismo, con artistas como Jacques-Louis David, Théodore Géricault, Eugène Delacroix, Édouard Manet, Claude Monet, Edgar Degas, Paul Cézanne y Paul Gauguin. La entrada del siglo XX verá la aparición de vanguardias que tienden a la abstracción, primeramente con el fovismo y el cubismo, representados en Francia principalmente por Matisse y Braque. El surrealismo surge en Francia en el periodo de entreguerras, y tras la Segunda Guerra Mundial, aparecen en París el arte concreto, el arte informal y el art brut, con pintores como François Morellet, Jean Bazaine, Alfred Manessier, Pierre Soulages, Georges Mathieu, Henri Michaux, Jean Fautrier, Jean Dubuffet, y Christian Boltanski.
Francia posee una de las tradiciones arquitectónicas más importantes de Europa, con 44 236 bienes declarados monumentos históricos y 13 edificios declarados individualmente patrimonio de la humanidad. Existen múltiples vestigios del pasado galorromano, como el Arco de triunfo de Orange, la Vía Aquitania y el coliseo de Nimes. La arquitectura merovingia se desarrolló entre los siglos V y VIII, periodo en el que se construyeron gran cantidad de iglesias y monasterios, como la Abadía de Saint-Germain-des-Prés y el Baptisterio de San Juan de Poitiers. Con Carlomagno, la arquitectura carolingia se extendió a la mayor parte de la Europa Occidental, convirtiéndose en una suerte de renacimiento de la arquitectura romana con influencias de la arquitectura bizantina, destacándose en Francia la Catedral Nuestra Señora de Verdún y la Abadía de San Germán de Auxerre. La arquitectura carolingia sería precursora de la arquitectura románica, que aparece en el siglo X, con elementos constructivos y ornamentales de procedencia latina, oriental (bizantinos, sirios, persas y árabes) y septentrional (celtas, germánicos, normandos), que se puede observar principalmente en iglesias, catedrales y monasterios. Entre 1140 hasta alrededor de 1500 se desarrolló la arquitectura gótica, surgida en Francia y luego difundida a Europa occidental, y uno de cuyos representantes más famosos es la Catedral de Notre Dame.

## Ciencias
Francia es uno de los países que cuentan con las más antiguas instituciones científicas todavía actualmente en funcionamiento. Estos son sólo algunos ejemplos:
- [[Universida] (fundada en 1200, actualmente conocida como «la Sorbona»)
- [France]] (fundado en 1530)
- Jardín de las Plantas de Montpellier (jardín botánico fundado en 1593)
- Real Jardín de las Plantas Medicinales (jardín botánico fundado en 1635; es el actual Museo Nacional de Historia Natural de Francia)
- Academia de Ciencias de Francia (fundada en 1666)
- Observatorio de París (fundado en 1667)
- Escuela Nacional de Puentes y Caminos (fundada en 1747)
- Escuela Superior de Minas de París (fundada en 1783)
- Museo Nacional de Historia Natural de Francia (fundado en 1793, véase más arriba «Real Jardín de las Plantas Medicinales»)
- Conservatorio Nacional de Artes y Oficios (fundado en 1794)
- Escuela Normal Superior de París (fundada en 1794)
- Escuela Politécnica (fundada en 1794)
- Centro Nacional para la Investigación Científica (fundado en 1939)

Francia es también uno de los países europeos que muy pronto siguió al Reino Unido en la así llamada «Revolución Industrial» durante los siglos XVIII y XIX, y por ello ha aportado numerosos descubrimientos, inventos y tecnologías notables. Estos son algunos de los ejemplos más conocidos:
- La llave de chispa (Marin le Bourgeoys, 1612)
- La calculadora (Blaise Pascal, 1642)
- La olla a presión (Denis Papin, 1679)
- El champán (Pierre Pérignon, 1688)
- El barco de vapor (Denis Papin, 1707)
- El paraguas plegable (Jean Marius, 1710)
- La demostración de la sexualidad vegetal (Sébastien Vaillant, 1715)
- El tubo de Pitot (Henri Pitot, 1732)
- El automóvil (Nicolas-Joseph Cugnot, 1769)
- El aerostato (Joseph y Étienne de Montgolfier, 1783)
- La guillotina (Antoine Louis, 1791)
- El Sistema métrico decimal y el Sistema Internacional de Unidades (1799)
- Las conservas (Nicolás Appert, 1810)
- El estetoscopio (René Laënnec, 1816)
- La cápsula fulminante (François Prélat, 1818)
- La fotografía (Joseph Nicéphore Niépce, 1825)
- El sacapuntas (Bernard Lassimone, 1828)
- El sistema Braille (Louis Braille, 1829)
- El reloj despertador (Antoine Redier, 1847)
- La aspirina (Charles Frédéric Gerhardt, 1853)
- El regulador de buceo (Benoît Rouquayrol y Auguste Denayrouze, 1864)
- La pólvora sin humo (Paul Vieille, 1884)
- La magneto de ignición de baja tensión (Fernand Forest, 1884)
- La vacuna contra la rabia (Louis Pasteur, 1885)
- El avión (Clément Ader, 1890)
- El cine (Auguste Lumière y Louis Lumière, 1895)
- El descubrimiento de la radiactividad (Henri Becquerel, 1896)
- La liofilización (Arsène d'Arsonval, 1906)
- El helicóptero (Paul Cornu, 1907)
- Las aletas de buceo (Louis de Corlieu, 1914)
- El carro de combate moderno (con torreta giratoria), el Renault FT (Renault, 1917)
- La escafandra autónoma (Émile Gagnan y Jacques-Yves Cousteau, 1943)
- El robot de cocina (Pierre Verdun, 1963)
- La tarjeta inteligente (Roland Moreno, 1974)
- El Minitel (Bernard Marti, 1980)
- El test de diagnóstico del sida (Instituto Pasteur, 1985)

## Gastronomía de Francia
La gastronomía de Francia es considerada una de las más importantes del mundo. Está caracterizada por su variedad, fruto de la diversidad regional francesa, tanto cultural como de materias primas, pero también por su refinamiento. Su influencia se deja sentir en casi todas las gastronomías del mundo occidental, que han ido incorporando a sus bases conocimientos técnicos de la cocina francesa. Varios chefs franceses tienen una gran reputación internacional, como es el caso de Taillevent, La Varenne, Carême, Escoffier, Ducasse o Bocuse. 
Está ahora incluida, en la lista del Patrimonio Cultural Inmaterial de la Humanidad desde el 16 de noviembre de 2010.

## Deporte
Los deportes en Francia juegan un papel importante en la sociedad francesa, y el país tiene una exitosa historia deportiva. El deporte más popular en Francia es el fútbol.

### Fútbol
La selección de fútbol de Francia ganó en dos ocasiones la Copa Mundial de la FIFA, un campeonato que solamente han podido levantar 8 selecciones en la historia, en el año 1998, donde fueron anfitriones; y en el 2018. Sin embargo, ha tenido buenos resultados en otras ediciones: resultó subcampeón en 2006 y Copa Mundial de Fútbol de 2022, tercero en 1958 y 1986, y cuarto en 1982. También es una de las nueve selecciones que han ganado la Eurocopa (1984 y 2000). Francia también fue el campeón olímpico en 1984.

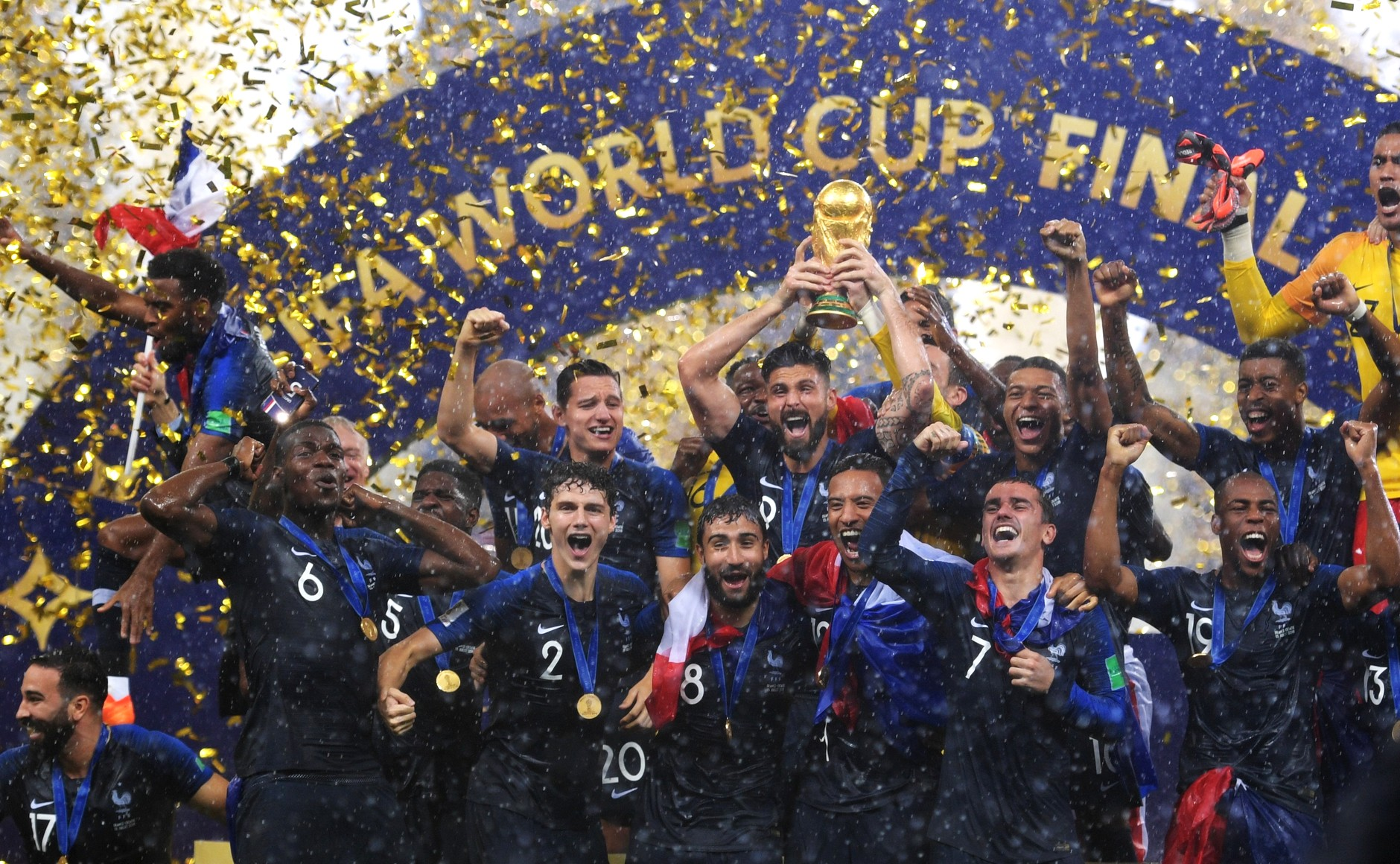
La selección de Francia levantando la Copa Mundial de fútbol del 2018

La Ligue 1 es la liga de élite del fútbol francés y sirve como la primera división del sistema de la liga francesa de fútbol. Los clubes más exitoso son el AS Saint-Étienne con 10 campeonatos (la última en 1981), seguido por el campeón de 2010, el Olympique de Marsella, con 9 títulos y FC Nantes con 8 títulos.
Sólo un club francés, el Olympique de Marsella, ha ganado la Liga de Campeones de la UEFA, fue en 1993. Stade de Reims, Saint-Étienne, y el AS Mónaco han sido subcampeones de la competencia. Por otro lado, el SC Bastia, el FC Girondins de Bordeaux y el Olympique de Marsella también han sido subcampeones de la Liga Europa de la UEFA.
Algunos de los futbolistas franceses más destacados han sido el arquero Fabien Barthez, Michel Platini, Zinedine Zidane, Franck Ribéry, Thierry Henry, y Antoine Griezmann.

### Baloncesto
La selección de baloncesto de Francia logró ganar la Eurobasket en 2013,y resultó subcampeón en 1949 y 2011 y tercero en 1937, 1951, 1953, 1959, 2005 y 2015. También logró tres medallas de plata en los Juegos Olímpicos (1948, 2000, 2020). Sin embargo, en el Campeonato Mundial de Baloncesto, logró como mejor resultado el tercer puesto en 2014 y 2019.
En cuanto a clubes, ASVEL Lyon-Villeurbanne, CSP Limoges y ÉB Pau-Orthez son los equipos más exitosos de la Liga Nacional de Baloncesto de Francia. Limoges es el único equipo francés que ganó la Euroliga; lo hizo en la temporada 1992–1993.
En cuanto a la selección femenina francesa, ganó la EuroBasket Femenino en 2001 y 2009, fue subcampeón en 1970, 1993 y 1999 y 2013, y tercero en 2011. Además, lograron la medalla de plata en los Juegos Olímpicos 2012 y resultaron tercero en el Campeonato Mundial de Baloncesto Femenino de 1953
Numerosos franceses han jugado en la NBA norteamericana, destacándose Tony Parker, Nicolas Batum, Boris Diaw, Ian Mahinmi, Rudy Gobert,
Johan Petro, Mickaël Piétrus y Ronny Turiaf.

### Rugby
La selección de rugby de Francia han sido subcampeones del mundo en tres ocasiones (1987, 1999, 2011), y resultó tercero en 1995, y cuarto en 2003 y 2007. Mientras, en el Torneo de las Seis Naciones salieron campeones en 17 ocasiones.

### Ciclismo
El Tour de Francia es la carrera de ciclismo más prestigiosa del mundo, y la más antigua de las Grandes Vueltas. Forma parte del calendario del UCI World Tour, junto con la París-Roubaix (uno de los cinco monumentos del ciclismo), la París-Niza, el Critérium del Dauphiné y el Gran Premio de Plouay. Francie es sede de numerosas carreras de ruta del UCI Europe Tour, entre ellas la París-Tours, el Gran Premio de Fourmies, el Tour de Vendée, el Critérium Internacional y los Cuatro Días de Dunkerque. El principal certamen nacional de Francia es la Copa de Francia de Ciclismo.
Algunos de los ciclistas franceses más exitosos han sido Bernard Hinault (victorias en cinco Grandes vueltas y cinco monumentos), Jacques Anquetil (ocho Grandes Vueltas), Louison Bobet (tres Grandes Vueltas y cuatro monumentos), Laurent Fignon (tres Grandes Vueltas), Henri Pélissier (seis monumentos) y Octave Lapize (una Vuelta y tres París-Roubaix).
También destacan en el ciclismo en pista, modalidad en la que han conseguido varios campeonatos del mundo.

### Tenis
El Torneo de Roland Garros es uno de los cuatro eventos de tenis de Grand Slam. El Masters de París y el Masters de Monte Carlo son torneos ATP Masters 1000 que también atraen a los principales jugadores masculinos del mundo. El país cuenta con cuatro torneos ATP 250: Marsella, Niza, Metz y Montpellier. La segunda competición femenina más prestigiosa del país es el Torneo de Estrasburgo.
Algunos de los tenistas franceses más destacados han sido Pierre Darmon, Henri Cochet, Guy Forget, Sébastien Grosjean, Henri Leconte, Yannick Noah, Cédric Pioline, Marion Bartoli, Jo-Wilfried Tsonga, Gilles Simon, Gaël Monfils, Richard Gasquet, Mary Pierce y Amélie Mauresmo.
Francia ha logrado nueve títulos en la Copa Davis y dos en la Fed Cup.

### Balonmano
La selección masculina de balonmano es uno de los conjuntos más exitosos de ese deporte, con cinco Campeonatos Mundiales, tres Campeonatos Europeos y dos medallas de oro en los Juegos Olímpicos. Sus jugadores compiten en la Liga de Francia de Balonmano, que se disputa desde 1952.

### Juegos Olímpicos
Francia está directamente relacionada con los Juegos Olímpicos modernos puesto que fueron fundados en 1894 por el francés Pierre de Coubertin con la intención de resucitar los Juegos Olímpicos de la Antigüedad. A esto se debe que Francia sea uno de los países que fundaron su comité olímpico desde la primera edición de los Juegos modernos y que haya estado representada en todas las ediciones de estos Juegos desde entonces. En total Francia ha obtenido 202 medallas de oro en los juegos de invierno y 31 en los juegos de verano. Esto la coloca, en el medallero olímpico histórico, en cuarta posición mundial en lo referente a los juegos de invierno y en decimocuarta posición mundial en lo referente a los juegos de verano.